# Nyctopais mysteriosus
Nyctopais mysteriosus là một loài bọ cánh cứng trong họ Cerambycidae.